# Mardik Mardikian
Mardik Kevorg Mardikian (arab. مارديك كيفورك مارديكيان; arm. Մարտիկ Գեւորք Մարտիկեան; ur. 14 marca 1992 w Latakii) – syryjski piłkarz pochodzenia ormiańskiego grający na pozycji napastnika. Od 2018 jest zawodnikiem klubu Al-Jazeera Amman.

## Kariera piłkarska
Swoją karierę piłkarską Mardikian rozpoczął w klubie Hutteen SC, w którym w 2009 roku zadebiutował w pierwszej lidze syryjskiej. W 2012 roku został wypożyczony do bahrajńskiego Riffa SC, z którym wywalczył mistrzostwo Bahrajnu. W 2013 roku był wypożyczony do jordańskiego Al-Jazeera Amman, a w sezonie 2013/2014 do omańskiego Sohar SC.
Latem 2014 roku Mardikian przeszedł do omańskiego klubu Fanja SC, z którym został wicemistrzem Omanu. Wiosną 2015 grał w katarskim Al-Markhiya SC. W sezonie 2015/2016 grał w Iraku, w Naft Al-Wasat SC i został z nim wicemistrzem tego kraju. W sezonie 2016/2017 występował w Al-Jazeera Amman i wywalczył z nim wicemistrzostwo Jordanii.
W 2017 roku Mardikian przeszedł do Al-Arabi SC z Kataru. Zadebiutował w nim 16 września 2017 w przegranym 1:3 domowym meczu z Al-Sailiya. W Al-Arabi grał przez pół sezonu.
Na początku 2018 Mardikian wrócił do Al-Jazeera Amman i w sezonie 2017/2018 został z nim wicemistrzem Jordanii.

## Kariera reprezentacyjna
W reprezentacji Syrii Mardikian zadebiutował 22 sierpnia 2012 w przegranym 1:2 towarzyskim meczu z Indiami. W 2019 roku powołano go do kadry na Puchar Azji.